# 瀬戸内火山帯
瀬戸内火山帯（せとうちかざんたい）は、「二上火山帯」とも呼ばれ、かつて愛知県から近畿・四国を経て九州に至ると考えられた火山帯である。讃岐岩（サヌカイト）や柘榴石を含む流紋岩などが特徴である。

## 概要
かつて瀬戸内火山帯は、愛知県から近畿・四国を経て九州に至る火山帯とされており、愛知県の鳳来寺山、近畿の二上山、四国の五剣山、屋島、石鎚山などが属するとされていた。しかし、この火山帯に属する火山岩類は第三紀後半・1千万年以上前に活動したもので、それ以降の活動が認められないことから、現代（第四紀以降）の「火山帯」ではないとされた。そのため現在は「火山帯」ではなく「瀬戸内火山岩石区」「瀬戸内火山区」などと呼ばれている。
なお西日本では、白山・御岳山から九州へと連なる火山帯があるのではないかと考えられているが、全体的にみると西日本は東日本に比べて火山の数が少ない傾向にある。特に近畿地方や四国地方などには活火山がない。これは、西日本の地下ではフィリピン海プレートがまだ浅い地点にあり、マグマができにくいことなどと関係しているといわれる。ただし、活火山がない地域であっても特殊な条件下では温泉が湧くことがあり、有馬温泉などがその例である。

## 瀬戸内火山岩類
讃岐岩に代表されるような高マグネシア安山岩を特徴とする、中期中新世の15 - 13Mya（百万年前）を中心とする年代の火山岩類。以下に分布地域とその主な地質名所を示す。
- 設楽火山岩類[6]（愛知県）※高マグネシア安山岩ではないため、除外する場合がある[6]。 - 鳳来寺山、馬背岩
- 室生火山群[6]※熊野カルデラと同じ熊野酸性岩類に分類する場合がある[7]。（三重県・奈良県）
- 二上層群[6]（奈良県・大阪府） - 二上山、屯鶴峯
- 小豆島から讃岐半島周辺（香川県） - 寒霞渓、屋島、絹島・丸亀島、琴平山
- 石鎚層群・高縄半島から防予諸島周辺[6]（愛媛県・山口県） - 石鎚山、面河渓
- 大崩山火山深成複合岩体・大野火山岩類[6]（大分県・宮崎県） - 大崩山、比叡山、祖母山

このほか、内村層（長野県松本市）、天草諸島（熊本県）、甑島（鹿児島県）の高マグネシア安山岩を含める考えもある。